# Спероне (Авелино)
Спероне (итал. Sperone) је насеље у Италији у округу Авелино, региону Кампанија.
Према процени из 2011. у насељу је живело 3599 становника. Насеље се налази на надморској висини од 177 м.

## Становништво
Према резултатима пописа становништва 2011. у општини је живело 3.655 становника.
| 1931. | 1936. | 1951. | 1961. | 1971. | 1981. | 1991. | 2001. | 2011. |
| ----- | ----- | ----- | ----- | ----- | ----- | ----- | ----- | ----- |
| 1.407 | 1.502 | 1.716 | 1.779 | 1.765 | 2.146 | 2.760 | 3.185 | 3.655 |